# Oliver Lafayette
Oliver Lafayette (* 6. Mai 1984 in Baton Rouge, Louisiana) ist ein US-amerikanisch-kroatischer Basketballspieler. Nach dem Studium in seinem Heimatland und dem Karrierestart als professioneller Spieler in Mexiko war Lafayette drei Spielzeiten mit Unterbrechungen, darunter ein Kurzeinsatz in der NBA und einem achtwöchigen Engagement in Serbien, unter Vertrag in der NBA Development League. Ab Februar 2011 war Lafayette vorwiegend für europäische Klubs aktiv und erreichte mit seinen jeweiligen Mannschaften den Titelgewinn in der litauischen Meisterschaft 2013 und im Eurocup 2013/14. In der Saison 2014/15 spielte er für den griechischen Vizemeister Olympiakos Piräus, gefolgt von Einsätzen in Mailand, Málaga und Bologna.

## Karriere
Nach dem Schulabschluss an der Capitol High School in seiner Geburtsstadt war Lafayette kurze Zeit Student am Blinn College in Brenham (Texas), wo er für die Hochschulmannschaft Buccaneers in der National Junior Collegiate Athletic Association (NJCAA) spielte. Schließlich setzte er sein Studium 2004 am Brown Mackie College in Salina (Kansas) fort, wo er mit der Hochschulmannschaft Lions in der Division II der NJCAA den fünften Platz in der landesweiten Endrunde belegte und als „Player of the Year“ der Division II 2005 ausgezeichnet wurde. Anschließend bekam er zum weiterführenden Studium einen Studienplatz an der University of Houston, wo er für die Hochschulmannschaft Cougars damals in der Conference USA (C-USA) der NCAA spielte. In Lafayettes erster Saison mit den Cougars reichte es noch zu einer Einladung zum National Invitation Tournament, bei dem man im Achtelfinale mit einem Punkt Unterschied den Bears der Missouri State University unterlag. In der folgenden Saison verpassten die Cougars jegliche Teilnahme an einem bedeutenden „Postseason“-Turnier. Im NBA-Draft 2007 der bedeutendsten Profiliga NBA blieb Lafayette unberücksichtigt.
Nachdem Lafayette in der NBA Summer League 2007 für die Sacramento Kings aufspielen durfte, hatte der ehemalige texanische Student jenseits der Grenze in Mexiko sein erstes richtiges professionelles Engagement. Für die Correcaminos, die an der Universidad Autónoma de Tamaulipas in Ciudad Victoria angesiedelt sind, spielte er in der Liga Nacional de Baloncesto Profesional. Die Mannschaft schied in der ersten Play-off-Runde um die Meisterschaft aus. Zu Beginn der folgenden Saison wechselte Lafayette zurück in sein Heimatland und spielte im Nordosten der USA für die neu eingerichtete Mannschaft der Erie BayHawks aus Pennsylvania in der NBA Development League, die am Saisonende ebenfalls in der ersten Play-off-Runde ausschieden. Zur folgenden Saison wechselte Lafayette zu den Mad Ants aus Fort Wayne, wo er sich endgültig als Starter durchsetzen konnte und in der Saison 2009/10 durchschnittlich gut 17 Punkte und 6,5 Assists pro Spiel erzielte. Im April 2010 erhielt Lafayette einen „Call-Up“ durch die Boston Celtics, für die er sein einziges Spiel in der NBA absolvierte. Dabei erzielte er sieben Punkte, was laut mancher Statistikquelle die Bestleistung für einen Spieler ist, der nur einen einzigen Einsatz in der NBA hatte. Vor Beginn der folgenden Saison wurde Lafayette von den Celtics wieder entlassen und er begann die folgende Saison 2010/11 beim serbischen Meister KK Partizan aus Belgrad, die auch in der ABA-Liga spielten. Nach eher mäßigen Wurfquoten wurde Lafayettes Vertrag bereits Ende November 2010 beendet und er durch Curtis Jerrells ersetzt. Lafayette kehrte zunächst zu den Mad Ants zurück. Nachdem sich ein Engagement bei Beşiktaş Cola Turka zerschlagen hatte, unterschrieb Lafayette im Februar 2011 einen weiteren Vertrag in einer zur FIBA Europa zählenden Liga. Mit dem Erstliga-Aufsteiger Maccabi aus Aschdod erreichte er zum Ende der Saison in der israelischen Ligat ha’Al die Play-offs um den Meisterschaftstitel, in denen die Mannschaft sieglos in der ersten Runde ausschied.
Zur Saison 2011/12 bekam Lafayette einen Vertrag beim polnischen Meister Asseco Prokom aus Gdynia. Nachdem die Mannschaft im höchstrangigen europäischen Vereinswettbewerb EuroLeague 2011/12, in dem Lafayette für Partizan 2010 bereits einzelne Spiele absolviert hatte, nach der Vorrunde mit nur einem einzigen Sieg in zehn Spielen ausgeschieden war, wechselte Lafayette im Januar 2012 nun doch in die Türkei nach Istanbul, wo er jedoch für Anadolu Efes SK spielte. Die türkische Mannschaft schied nach nur einem Sieg in sechs Spielen der Zwischenrunde aus der Euroleague aus, erreichte aber die Finalserie um die türkische Meisterschaft in der Türkiye Basketbol Ligi, die jedoch gegen den Lokalrivalen Beşiktaş Milangaz verloren ging. In der Saison 2012/13 spielte Lafayette für den litauischen Meister Žalgiris aus Kaunas, mit dem er die nationale Meisterschaft verteidigen konnte. Zuvor war man in der EuroLeague 2012/13 nach einer starken Vorrunde, die man auf dem ersten Platz seiner Gruppe beendet hatte, ebenfalls in der Zwischenrunde der 16 besten Mannschaften ausgeschieden. Zur Saison 2013/14 wechselte Lafayette dann in die spanische Liga ACB zum Klub aus Valencia. Im zweiten europäischen Vereinswettbewerb Eurocup 2013/14 konnte Valencia in Vor- und Zwischenrunde nur neun von 16 Spielen gewinnen und erreichte die K.-o.-Spiele ab dem Achtelfinale nur auf Basis des besseren direkten Vergleichs. Nachdem man im Achtel- sowie im Viertelfinale gegen den deutschen Vertreter Alba Berlin auf Basis eines Vorsprungs aus dem Hinspiel weitergekommen war, gewann man im Halbfinale und in den Finalspielen jeweils beide Partien und damit für den Verein bereits den dritten Titelerfolg als Rekordsieger dieses Wettbewerbs. Ungleich besser als in der Vor- und Zwischenrunde des Eurocups hatte Valencia in der Hauptrunde der Liga ACB abgeschnitten und war mit nur vier Niederlagen in 34 Spielen als Zweiter in die Play-offs gegangen. Lafayette war am 31. Spieltag auf Basis seiner Effektivitätswerte zum „Spieler der Woche“ ernannt worden. In der Halbfinalserie der Play-offs hatte man gegen den vormaligen Vizemeister FC Barcelona Heimrecht, doch nachdem es nur Auswärtssiege in dieser Serie gab, schied Valencia mit dem letzten erfolgreichen Wurf von Marcelinho Huertas in den Schlusssekunden des fünften und entscheidenden Spiels aus der nationalen Titelvergabe aus.
Zur Saison 2014/15 wurde Lafayette vom griechischen Vizemeister Olympiakos aus Piräus verpflichtet, mit dem er neben der nationalen Liga A1 Ethniki auch wieder in der EuroLeague 2014/15 antreten wird. Nachdem er die kroatische Staatsbürgerschaft erhalten hatte, wurde er in den Kader der kroatischen Nationalmannschaft für die Basketball-Weltmeisterschaft 2014 berufen.